# Bulbul laineux
Euptilotus, Euptilotus eutilotus, Pycnonotus eutilotus
Genre
Espèce
Statut de conservation UICN

 NT  : Quasi menacé
Le Bulbul laineux (Euptilotus eutilotus), unique représentant du genre Euptilotus, est une espèce de passereaux de la famille des Pycnonotidae.

## Répartition
Cet oiseau est réparti en Insulinde.

## Habitat
Son habitat naturel est les forêts des plaines humides subtropicales ou tropicales. Il est menacé par la perte de son habitat.